# Ibrahim El-Dessouki
 (janvier 2016).
Si vous disposez d'ouvrages ou d'articles de référence ou si vous connaissez des sites web de qualité traitant du thème abordé ici, merci de compléter l'article en donnant les références utiles à sa vérifiabilité et en les liant à la section « Notes et références ».
Ibrahim El-Dessouki (Dessouk 1255-1296) est un imam égyptien qui occupe une place centrale dans l’histoire du soufisme. Il est le fondateur de l'ordre soufi Desuqiyya (en). 